# 刘大櫆
劉大櫆（1698年—1779年），字才甫，一字耕南，號海峰，安徽省桐城县（出生地在今枞阳县境）人，清朝文学家，為“桐城派”代表。

## 生平
應鄉試，兩中副榜，未中舉人。後應博學宏詞試，為張廷玉所黜，以教書為業，直到老年，默抑以終。劉大魁是桐城文派“三祖”之一，是方苞的得意門生，也是姚鼐的老師。劉大魁補充方苞理論，認為“義理、書卷、經濟”是文章的材料和內容，而“神、氣、音節”是作家之“能事”。方東樹曾說：「學博（劉大櫆）論文主品藻，侍郎（方苞）論文主義法。」讀誦時能聲情並茂，見《清史稿》：「劉大櫆修幹美髯，能引拳入口，縱聲讀古詩文，聆其音節，皆神會理解。」著有《海峰詩文集》、《論文偶記》、《評選唐宋八家文鈔》。《清史稿》有傳

## 代表作品
- 《西山》

西山过雨染朝岚，千尺平冈百顷潭。 　　
啼鸟数声深树里，屏风十幅写江南。
- 《骡说》

乘骑者皆贱骡而贵马。夫煦之以恩，任其然而不然，迫之以威使之然，而不得不然者，世之所谓贱者也。煦之以恩，任其然而然，迫之以威使之然而愈不然，行止出于其心，而坚不可拔者,世之所谓贵者也，然则马贱而骡贵矣。虽然，今夫轶之而不善，榎楚以威之而可以入于善者，非人耶？人岂贱于骡哉？然则骡之刚愎自用，而自以为不屈也久矣。呜呼！此骡之所以贱于马欤？
《游三游洞记》 　　
出夷陵州治，西北陆行二十里，濒大江之左，所谓下牢之关也。路狭不可行，舍舆登舟。舟行里许，闻水声汤汤，出于两崖之间。复舍舟登陆，循仄径曲以上。穷山之巅，则又自上缒危滑以下。其下地渐平，有大石覆压当道，乃伛俯径石腹以出。出则豁然平旷，而石洞穹起，高六十余尺、广可十二丈。二石柱屹立其口，分为三门，如三楹之室焉。
中室如堂，右室如厨，左室如别馆。其中一石，乳而下垂，扣之，其声如钟。而左室外小石突立正方，扣之如磬。其地石杂以土，撞之则逢逢然鼓音。背有石如床，可坐。予与二三子浩歌其间，其声轰然，如钟磬助之响者。下视深溪，水声涔然出地底。溪之外，翠壁千寻，其下有径，薪采者行歌，缕缕不绝焉。
昔白乐天自江州司马徙为忠州剌史，而元微之适自通州将北还，乐天携其弟知退，与微之会于夷陵，饮酒欢甚，留连不忍别去，因共游此洞，洞以此三人得名。其后，欧阳永叔及黄鲁直二公皆以摈斥流离，相继而履其地，或为诗文以纪之。予自顾而嘻，谁摈斥予乎？谁使予之流离至于此乎？偕予而来者，学使陈公之子曰伯思、仲思。予非陈公，虽欲至此无由，而陈公以守其官未能至。然则其至也，其又有幸有不幸邪？
夫乐天、微之辈，世俗之所谓伟人，能赫然取名位于一时，故凡其足迹所经，皆有以传于后世，而地得因人以显。若予者，虽其穷幽徙险，与虫鸟之适去适来何异？虽然，山川之胜，使其生于通都大邑，则好游者踵相接也。顾乃置之于荒遐僻陋之区，美好不外见，而人亦无以亲炙其光。呜呼！此岂一人之不幸也哉！”

## 延伸阅读
[在维基数据编辑]
 在维基文库阅读此作者作品
 《清史稿·卷485》，出自趙爾巽《清史稿》